# David Summers
David Summers Rodríguez (Madrid, 26 de febrer de 1964) és un cantant espanyol, vocalista del grup musical Hombres G.

## Biografia
Nascut al barri madrileny de Chamberí el 26 de febrer de 1964, és fill del director de cine Manuel Summers i nebot del periodista Guillermo Summers. L'any 1985 surt el primer disc dels Hombres G, banda de la qual és líder. El seu pare va ser el director de la pel·lícula Sufre Mamón a la qual es dona a conèixer el grup musical a la pantalla gran, basada en el disc del mateix nom. Anys després també van protagonitzar la pel·lícula Suéltate el pelo. L'any 1993 el grup decideix separar-se per motius desconeguts, i és en aquest moment quan Rafa Gutiérrez (segona guitarra de Hombres G) i David, decideixen començar per separat una època en solitari. Amb els Hombres G, va participar, i participa actualment en innumerables gires, per Espanya i el continent americà on aconsegueixen la majoria dels seus èxits.
El 2002 el grup va decidir ajuntar-se de nou fent una recopilació dels seus grans èxits, i afegint-ne alguns de nous, aquest disc s'anomena Peligrosamente juntos i va originar un tour per Amèrica. Al setembre de 2007, el grup va treure el seu desè disc, ple de noves cançons amb tot l'estil que ha caracteritzat el grup. Aquest disc s'anomena 10. Entre 1992 i 2004 va estar casat amb Marta Madruga amb la qual va tenir 2 fills bessons bivital·lins: Daniel i Lucía. Entre les aficions de David Summers hi ha: el dibuix, la boxa, col·leccionar joguines antigues i és admirador de Frank Sinatra i els Beatles.

## Discografia amb Hombres G

### Àlbums
- 01 Hombres G - 1985
- 02 La cagaste... Burt Lancaster - 1986
- 03 Estamos locos... ¿o qué? - 1987
- 04 Agitar antes de usar - 1988
- 05 Voy a pasármelo bien - 1989
- 06 Ésta es tu vida - 1990
- 07 Historia del bikini - 1992
- 08 Peligrosamente Juntos - 2002 a Amèrica - 2003 a Espanya
- 09 Todo esto es muy extraño - 2004
- 10 Diez - 2007
- 11 Desayuno continental - 2010

### Recopilatoris
- 01 Grandes Éxitos - 1986
- 02 Los Singles 1984 - 1993 - 1993
- 03 Las Baladas - 1996
- 04 El Lado B de Los Singles - 1997
- 05 Simplemente Lo Mejor - 1998
- 06 Lo Mejor de... - 1998
- 07 Hombres G 1985 - 1992 - 2001
- 08 Los Singles 1985 - 2005 - 2006

### Altres
- 01 Un Par de Palabras
- 02 En Directo Las Ventas 1 de Julio 2003 (DVD)
- 03 El Año Que Vivimos Peligrosamente 2004 (CD)
- 04 En Directo Hombres G + El Canto del Loco. Estadio Vicente Calderón 6 de julio 2005 (DVD)
- 05 Los singles 1985-2005 (DVD)

## Discografia en solitari
- 01 David Summers 1994
- 02 Perdido en el espacio 1997
- 03 En directo desde América 1998
- 04 En directo desde El Metropolitan (Mexico D.F.) 1998
- 05 Basado en hechos reales 2000

## Filmografia
- Sufre mamón 1987
- Suéltate el pelo 1988